# Ферчилд (Висконсин)
Ферчилд (енгл. Fairchild) град је у америчкој савезној држави Висконсин.

## Демографија
По попису из 2010. године број становника је 550, што је 14 (-2,5%) становника мање него 2000. године.
| Група             | 2000.       | 2010.       |
| Белци             | 546 (96,8%) | 516 (93,8%) |
| Афроамериканци    | 0 (0,0%)    | 0 (0,0%)    |
| Азијати           | 0 (0,0%)    | 1 (0,2%)    |
| Хиспаноамериканци | 10 (1,8%)   | 12 (2,2%)   |
| Укупно            | 564         | 550         |